# La Cabrassa
La Cabrassa és una muntanya de 1.016 metres que es troba al municipi de la Quar, a la comarca catalana del Berguedà.